# Zawodny Las
Zawodny Las (biał. Заводны Лес, ros. Заводный Лес) – wieś w rejonie słonimskim obwodu grodzieńskiego Białorusi. Miejscowość należy do sielsowietu nowodziewiątkowickiego. 
W okresie międzywojennym notowano w tym rejonie las o tej nazwie.
W 1940 roku władze sowieckie wysiedliły ze wsi i zesłały do obwodu wołogodzkiego polskie rodziny, m.in. Adachów, Krawczyków, Łopacińskich.